# Schradera
Schradera es un género con 73 especies de plantas con flores perteneciente a la familia de las rubiáceas. Es el único miembro de la tribu Schradereae. 
Es nativa de América tropical y de Tailandia a Nueva Guinea.

## Descripción
Son bejucos o arbustos terrestres o generalmente epifíticos con raíces adventicias, inermes, generalmente suculentos, las flores bisexuales. Hojas opuestas, isofilas, enteras, sin domacios; nervadura menor no lineolada; estípulas interpeciolares y unidas parcial a completamente en un tubo generalmente infundibuliforme, redondeadas a agudas, erguidas, caducas, aplanadas o imbricadas. Inflorescencias terminales o axilares, en cabezuelas hemisféricas a globosas, subsésiles a pedunculadas, paucifloras a multifloras (rara vez reducidas a una flor en especies sudamericanas), solitarias o algunas veces agrupadas y fasciculadas, sin brácteas o las brácteas reducidas, rodeadas por un involucro continuo, grande a reducido, truncado a frecuentemente tornándose irregularmente hendido cuando viejo. Flores sésiles, fragantes, nocturnas, frecuentemente distilas, aparentemente connatas en la base; limbo calicino tubular, truncado, sin calicofilos; corola hipocraterimorfa, blanca, barbada en la garganta, los lobos 5-6(-10), valvares, triangulares en sección transversal, generalmente prolongados en un ápice, generalmente con un apéndice triangular en la superficie adaxial, surgiendo desde el punto donde los lobos se unen; estambres 5-6(-10), incluidos, las anteras dorsifijas; estigmas 2(-4), lineares, incluidos o exertos; ovario 2(-4)-locular, aparentemente unido entre las flores de una cabezuela, los óvulos numerosos por lóculo, axilares. Frutos en bayas, subglobosas, carnosas, de color desconocido; semillas angulosas.

## Taxonomía
El género fue descrito por Martin Vahl y publicado en Eclogae Americanae 1: 35. 1796[1797]. La especie tipo es: Schradera involucrata (Sw.) K.Schum.

## Especies
| - Schradera acuminata Standl. - Schradera acutifolia (Valeton) Puff - Schradera andina Steyerm. - Schradera bipedunculata Steyerm. - Schradera blumii Dwyer & M.V.Hayden - Schradera brevipes Steyerm. - Schradera cacuminis Standl. - Schradera campii Standl. ex Steyerm. - Schradera cephalophora Griseb. - Schradera clusiifolia (Britton & Standl.) R.O.Williams - Schradera costaricensis Dwyer - Schradera cuatrecasasii Standl. ex Steyerm. - Schradera cubensis Steyerm. - Schradera elmeri Puff - Schradera exotica (J.F.Gmel.) Standl. - Schradera glabriflora Steyerm. - Schradera grandiflora Puff - Schradera hilliifolia Steyerm. - Schradera involucrata (Sw.) K.Schum. - Schradera korthalsiana (Miq.) Puff - Schradera ledermannii (Valeton) Puff - Schradera lehmannii Standl. - Schradera luxurians Standl. ex Steyerm. - Schradera maguirei Steyerm. - Schradera marahuacensis Steyerm. - Schradera marginalis Standl. - Schradera membranacea (King) Puff - Schradera monantha (Merr. & L.M.Perry) Puff | - Schradera monocephala (Merr.) Puff - Schradera montana (Korth.) Puff - Schradera neeoides Standl. ex Steyerm. - Schradera negrensis Suess. - Schradera nervulosa (Stapf) Puff - Schradera nilssonii Steyerm. - Schradera novoguineensis (Valeton) Puff - Schradera obtusifolia C.M.Taylor - Schradera pentacme (Stapf) Puff - Schradera polycephala DC. - Schradera polysperma (Jack) Puff - Schradera pseudonervulosa Puff - Schradera puberula Steyerm. - Schradera pulverulenta Steyerm. - Schradera ramiflora (Valeton) Puff - Schradera reticulata J.Sanchez-Gonz. - Schradera revoluta Standl. - Schradera rotundata Standl. ex Steyerm. - Schradera schlechteri (Valeton) Puff - Schradera stellata Benth. - Schradera suaveolens (H.Karst.) Steyerm. - Schradera subandina K.Krause - Schradera subsessilis Steyerm. - Schradera surinamensis Standl. - Schradera ternata Steyerm. - Schradera umbellata C.Presl - Schradera yutajensis Steyerm. |